# Comfort Eagle
Comfort Eagle är ett musikalbum från 2001 av den amerikanska rockgruppen Cake.

## Låtlista
1. Opera Singer (4.07)
2. Meanwhile, Rick James... (3.57)
3. Shadow Stabbing (3.07)
4. Short Skirt/Long Jacket (3.24)
5. Commissioning a Symphony in C (2.59)
6. Arco Arena (1.31)
7. Comfort Eagle (3.40)
8. Long Line of Cars (3.24)
9. Love You Madly (3.58)
10. Pretty Pink Ribbon (3.08)
11. World of Two (3.41)